# Pedicularis dolichoglossa
Pedicularis dolichoglossa är en snyltrotsväxtart som beskrevs av Hui Lin Li. Pedicularis dolichoglossa ingår i släktet spiror, och familjen snyltrotsväxter. Inga underarter finns listade i Catalogue of Life.